# Aglaophenia divaricata
Aglaophenia divaricata är en nässeldjursart som först beskrevs av Busk 1852.  Aglaophenia divaricata ingår i släktet Aglaophenia och familjen Aglaopheniidae. Inga underarter finns listade i Catalogue of Life.